# Marianna Vertinskaïa
Marianna Alexandrovna Vertinskaïa (en russe : Мариа́нна Александровна Вертинская), née le 28 juillet 1943 à Shanghai, est une actrice soviétique, puis russe.

## Biographie
Marianna Vertinskaïa est la fille de l'artiste Alexandre Vertinski. Elle a une sœur, Anastasia Vertinskaïa, également actrice.
En 1967, elle est diplômée de l'Institut d'art dramatique Boris Chtchoukine et devient actrice du théâtre Vakhtangov. En 2005, elle quitte le théâtre.
Elle fait ses débuts au cinéma en 1961, avec le rôle dans le film Année bissextile réalisé d'après le livre de Vera Panova. Elle fait parler d'elle après le rôle d'Ania dans le film le plus controversé de Marlen Khoutsiev J'ai vingt ans, réalisé d'après le scénario de Guennadi Chpalikov. Initialement réalisé sous le titre La Porte Ilitch, du nom d'un quartier de Moscou, le film fut, sous la pression des autorités soviétiques, remanié et son titre modifié.
Le titre d'artiste émérite de la RSFSR lui est conféré en 1991.

## Filmographie
- 1961 : Année bissextile (Високосный год) d'Anatoli Efros : Katia
- 1965 : J'ai vingt ans (Мне двадцать лет, Mne dvadtsat let) de Marlen Khoutsiev : Ania
- 1968 : Aimer (Любить...) de Mikhaïl Kalik et Inna Toumanian : jeune femme en soirée
- 1975 : Le Capitaine Nemo (Капитан Немо) de Vassili Levine : Jacqueline, femme de Pierre Aronnax
- 1976 : Nāve zem buras (Смерть под парусом, Death Under Sail) de Ada Neretniece : Avice Loring (Riga Film Studio)